# Ateji

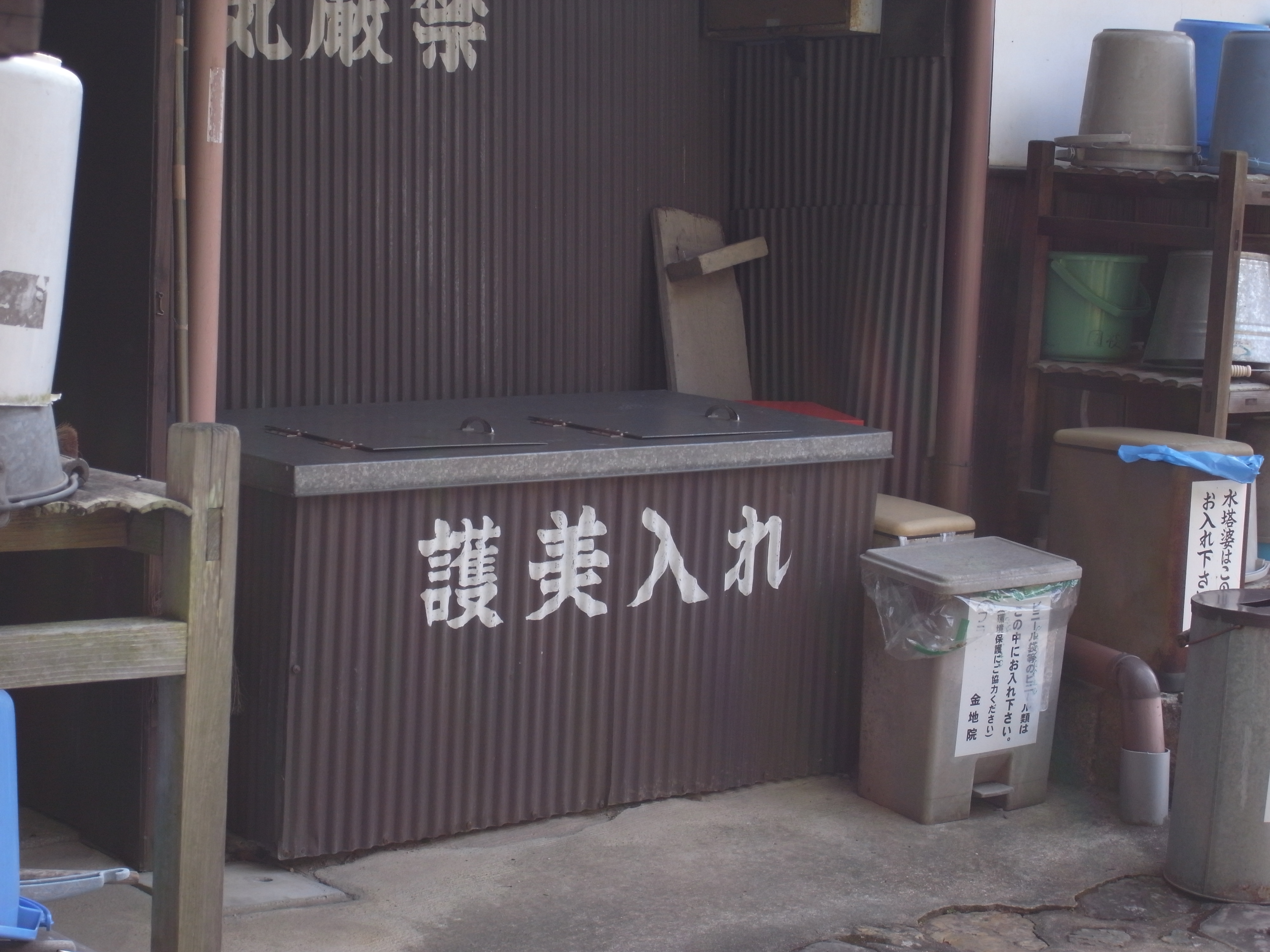
Ateji în forma unui „coș de gunoi" (ゴミ入れ, gomi-ire) drept "護美入れ", utilizând forma ateji a "ゴミ" ("gomi", „gunoi"), care se traduce drept "protejează frumusețe".

În japoneza modernă, ateji (当て字, 宛字 sau あてじ?  „caractere atribuite") se referă în principal la kanji utilizat pentru a reprezenta fonetic cuvinte native sau împrumutate, cu mai puțină atenție pusă sensului de bază al caracterului.  Acest lucru este similar cu man'yōgana din japoneza veche. În schimb, ateji se referă și la kanji folosit semantic fără a ține cont de citiri.
De exemplu, cuvântul „sushi” este deobicei scris cu ateji-ul său „寿司". Deși aceste două caractere se citesc „su” și „shi” respectiv, caracterul „寿” înseamnă „durata de viață naturală a cuiva”, iar „司” înseamnă „a administra”, niciunul având de a face cu mâncarea. Ateji ca mijloc de reprezentare a cuvintelor împrumutate a fost în mare măsură înlocuit în japoneza modernă prin utilizarea caracterelor katakana, deși multe ateji create în epoci anterioare încă persistă.